# 猿田洋祐
猿田 洋祐（さるた ようすけ、1987年7月8日 - ）は、日本の男性総合格闘家。埼玉県川口市出身。和術慧舟會HEARTS所属。元修斗世界ストロー級王者。元ONE世界ストロー級王者。

## 来歴
器械体操で鍛えた運動センスで総合格闘技を始めた。
2008年1月にプロデビュー、2009年には修斗バンタム級新人王になった。2011年にはブラジリアン柔術世界選手権茶帯ルースター級で準優勝している。

### 修斗世界ストロー級王者
2017年10月15日、修斗舞浜大会で澤田龍人と修斗世界ストロー級王座決定戦で対戦、4ラウンドにパウンドでレフェリーが試合を止め、TKO勝利を収める。3度目の世界王座挑戦でストロー級王座を獲得し、第7代修斗世界ストロー級王者となった。
2018年12月7日、ONE Championship初出場となったONE Championship: Destiny of Championsで元ONE世界ストロー級王者のアレックス・シウバと対戦し、3-0の判定勝ちを収めた。

### ONE世界ストロー級王者
2019年1月19日、ONE Championship: Eternal GloryにてONE Championship世界ストロー級王者ジョシュア・パシオに挑戦。当初、鈴木隼人が挑戦予定だったが健康診断で体調不良が発覚し欠場。代替選手として猿田がジョシュア・パシオに挑戦し、5ラウンド戦い抜き判定2-1で勝利。王座獲得に成功した。
2019年4月12日、ONE Championship: Roots of Honorで行われたONE Championship世界ストロー級タイトルマッチで挑戦者のジョシュア・パシオと再戦し、4RにKOで敗れ王座陥落した。
2020年9月10日、Road to ONE 3: Tokyo Fight Nightでストロー級ランキング2位の内藤のび太と対戦し判定勝ち。
2021年9月24日、ONE Championship: Revolutionで行われたONE Championship世界ストロー級タイトルマッチで王者ジョシュア・パシオに挑戦し、TKO負けで王座獲得に失敗した。

## 戦績
| 総合格闘技 戦績 | 総合格闘技 戦績 | 総合格闘技 戦績 | 総合格闘技 戦績 | 総合格闘技 戦績 | 総合格闘技 戦績 | 総合格闘技 戦績 |
| --------------- | --------------- | --------------- | --------------- | --------------- | --------------- | --------------- |
| 36 試合         | (T)KO           | 一本            | 判定            | その他          | 引き分け        | 無効試合        |
| 21 勝           | 6               | 2               | 13              | 0               | 3               | 0               |
| 12 敗           | 7               | 0               | 5               | 0               | 3               | 0               |

| 勝敗 | 対戦相手               | 試合結果                                          | 大会名                                                               | 開催年月日     |
| ×    | マンスール・マラチエフ | 5分3R終了 判定0-3                                 | ONE Fight Night 19                                                   | 2024年2月17日  |
| ×    | グスタボ・バラート     | 5分3R終了 判定0-3                                 | ONE Championship 156: Eersel vs. Sadikovic                           | 2022年4月22日  |
| ×    | ジョシュア・パシオ     | 1R 3:38 TKO (スタンドパンチ連打)                  | ONE Championship: Revolution 【ONE世界ストロー級タイトルマッチ】     | 2021年9月24日  |
| ○    | 内藤のび太             | 5分3R終了 判定3-0                                 | Road to ONE 3: Tokyo Fight Night                                     | 2020年9月10日  |
| ○    | 北方大地               | 2R 0:59 KO（グラウンドパンチ）                    | ONE Championship: Century                                            | 2019年10月13日 |
| ×    | ジョシュア・パシオ     | 4R 2:43 KO (右ハイキック)                         | ONE Championship: Roots of Honor 【ONE世界ストロー級タイトルマッチ】 | 2019年4月12日  |
| ○    | ジョシュア・パシオ     | 5分5R終了 判定2-1                                 | ONE Championship: Eternal Glory 【ONE世界ストロー級タイトルマッチ】  | 2019年1月19日  |
| ○    | アレックス・シウバ     | 5分3R終了 判定3-0                                 | ONE Championship: Destiny of Champions                               | 2018年12月7日  |
| ×    | 田丸匠                 | 3R 3:49 TKO（ドクターストップ）                   | プロフェッショナル修斗 後楽園ホール大会                              | 2018年07月15日 |
| ○    | 村田一着               | 3R 0:45 KO (パウンド)                             | プロフェッショナル修斗 川崎大会 【修斗世界ストロー級タイトルマッチ】 | 2018年05月13日 |
| ○    | 清水清隆               | 5分3R終了 判定3-0                                 | プロフェッショナル修斗 2018開幕戦                                    | 2018年01月28日 |
| ○    | 澤田龍人               | 4R 2:37 KO (パウンド)                             | プロフェッショナル修斗 舞浜大会 【修斗世界ストロー級王座決定戦】     | 2017年10月15日 |
| ○    | 箕輪ひろば             | 5分3R終了 判定3-0                                 | プロフェッショナル修斗 舞浜大会                                      | 2017年04月23日 |
| △    | 猿丸ジュンジ           | 5分3R終了 判定0-1                                 | プロフェッショナル修斗 後楽園ホール大会                              | 2017年01月29日 |
| ○    | ルイス・ゴンザレス     | 5分3R終了 判定3-0                                 | プロフェッショナル修斗                                               | 2016年07月17日 |
| ○    | 前山哲兵               | 5分2R終了 判定3-0                                 | プロフェッショナル修斗                                               | 2016年03月21日 |
| ○    | 六本木洋               | 2R 0:18 KO (パンチ)                               | プロフェッショナル修斗                                               | 2016年01月11日 |
| ×    | 扇久保博正             | 5分3R終了 判定0-3                                 | プロフェッショナル修斗                                               | 2015年11月29日 |
| ○    | 梶川卓                 | 5分3R終了 判定0-3                                 | プロフェッショナル修斗                                               | 2015年07月26日 |
| ×    | 鈴木隼人               | 5分3R終了 判定0-3                                 | GRANDSLAM 2 -Way of the Cage-                                        | 2015年02月8日  |
| ×    | 山口守                 | 2R 0:25 TKO（レフェリーストップ：カットでの出血） | VTJ 6th                                                              | 2014年10月4日  |
| ○    | 清水俊一               | 5分3R終了 判定3-0                                 | GRANDSLAM 1 -Way of the Cage-                                        | 2014年07月13日 |
| ○    | 菅原雅顕               | 5分3R終了 判定3-0                                 | プロフェッショナル修斗                                               | 2014年04月20日 |
| ×    | 神酒龍一               | 5分5R終了 判定0-3                                 | 修斗 2013年第5戦 【修斗世界バンタム級チャンピオン決定戦】            | 2013年11月09日 |
| △    | 神酒龍一               | 5分5R終了 判定1-1                                 | 修斗 2013年第3戦 【修斗世界バンタム級チャンピオン決定戦】            | 2013年07月27日 |
| ○    | 渡辺健太郎             | 1R 3:52 KO (右フック)                             | プロフェッショナル修斗                                               | 2013年04月07日 |
| ○    | 戸澤真澄美             | 5分3R終了 判定2-0                                 | プロフェッショナル修斗                                               | 2012年12月24日 |
| ○    | 西後SILDAN祐樹         | 1R 3:26 スリーパーホールド                        | プロフェッショナル修斗                                               | 2012年08月25日 |
| ○    | 大里洋志               | 5分2R終了 判定3-0                                 | プロフェッショナル修斗                                               | 2012年04月14日 |
| ○    | のぶ渡辺               | 1R 1:00 スリーパーホールド                        | プロフェッショナル修斗                                               | 2011年08月06日 |
| ×    | ナカシ                 | 1R 1:54 TKO (腕の負傷)                            | プロフェッショナル修斗                                               | 2010年02月27日 |
| △    | 大塚のぞみ             | 5分3R終了 判定1-1                                 | プロフェッショナル修斗                                               | 2009年12月13日 |
| ○    | 永添潤                 | 5分2R終了 判定3-0                                 | プロフェッショナル修斗                                               | 2009年10月18日 |
| ○    | 小堀貴広               | 1R 3:06 KO (パンチ)                               | プロフェッショナル修斗                                               | 2009年8月9日   |
| ×    | 大塚のぞみ             | 2R 3:25 TKO (コーナーストップ)                    | プロフェッショナル修斗                                               | 2008年6月21日  |
| ×    | アッキ公太             | 2R 2:22 TKO (タオル投入)                          | プロフェッショナル修斗                                               | 2008年1月26日  |

## 獲得タイトル
- 修斗バンタム級新人王（2009年）[5]
- 修斗インフィニティトーナメントバンタム級 優勝（2012年）[6]
- 第7代修斗世界ストロー級王座（2017年）[6]
- 第6代ONE Championship世界ストロー級王座（2019年）

## 表彰
- 2018年修斗年間表彰 MVP[7]